# Carlos Alberto (cantor)
Carlos Alberto, nome de batismo Nuno Soares (Astolfo Dutra, 29 de setembro de 1933 — Juiz de Fora, 7 de julho de 2020),  foi um cantor, violonista e compositor brasileiro, também chamado de "Rei do Bolero".

## Biografia
Morou na cidade de Petrópolis quando criança, e mesmo após se mudar não se desfez de sua casa naquela cidade, no bairro do Alto da Serra. Foi posteriormente para a cidade de Três Rios para dar início à sua carreira musical, onde morou por 15 anos.
Tornou-se conhecido na década de 1960, quando ganhou a alcunha de "Rei do Bolero" dada por Chacrinha. Também foi o artista que mais gravou boleros no Brasil. Tem uma marca de aproximadamente 800 músicas pelas gravadoras CBS (Columbia do Brasil S/A), Som Livre, Continental, RCA Vitor e CID, da qual fez parte do cast na década de 1960. Além disso, foi o recordista de vendas da gravadora junto com Roberto Carlos.
Passou a residir no município de Simão Pereira, no estado de Minas Gerais. Ele faleceu no dia 7 de julho de 2020, aos 86 anos, na Santa Casa de Juiz de Fora, onde ficou internado durante oito dias por conta de um AVC. No dia 8 de julho de 2020, às 09 horas, Carlos Alberto foi sepultado no Cemitério Municipal de Petrópolis, cidade em que manteve residência por cerca de 40 anos.
O cantor deixou esposa, três filhos, quatro netos e quatro bisnetos.

## Prêmios
Recebeu vários prêmios, entre eles o Globo de Ouro em programas de rádio e programa de televisão.

## Discografia
- 1963 - O Grande Interprete (CBS)- LP 37299
- 1964 - Carlos Alberto (CBS)LP 37335
- 1964 - Não Me Esquecerás (CBS) LP 104224 - Reed. 1972
- 1965 - Amor Perdido (CBS) - LP 37408
- 1966 - Canta para Enamorados (CBS) - LP 37441
- 1966 - Meu Coração Canta Para Você (CBS) LP 37472
- 1967 - Lágrimas de Alma (CBS) LP 37504
- 1968 - Um minuto de amor CBS LP 37555
- 1969 - Ansiedade de beijar-te CBS LP 37602
- 1969 - De Mãos Dadas - CBS - LP 37630
- 1971 - Carlos Alberto CBS LP
- 1971 - Carlos Alberto Continental SLP 10060[nota 1]
- 1971 - Sabe Deus CBS/Entré LP
- 1972 - Carlos Alberto Continental LP
- 1976 - Meia hora de amor Soma LP
- 1977 - Esta casa foi nossa Som Livre LP
- 1979 - Carlos Alberto CBS LP
- 1983 - Quando me quiseres Copacabana LP
- 1984 - Serestas de ouro - vol. 2 CID LP
- 1986 - Música e romance CID LP
- 1991 - Só pra quem ama Fama LP
- 2000 - Minha rainha e outros sucessos CID CD